# 193
Número de telefone de utilidade pública para atendimento aos cidadãos pelos bombeiros de qualquer lugar do Brasil.
193 (CXCIII na numeração romana) foi um ano comum do século II do Calendário Juliano, da Era de Cristo, teve início a uma segunda-feira  e terminou também a uma segunda-feira e a sua letra dominical foi G (52 semanas)
| Ano completo                         |
| ------------------------------------ |
| Ano comum com início à segunda-feira |

## Eventos
- 1 de Janeiro — O senado escolhe Pertinax contra sua vontade para suceder Cômodo como imperador romano.

- 243a olimpíada; Isidoro [Artemidoro] de Alexandria, vencedor do estádio. Ele venceu também na olimpíada seguinte.[1]
- 193 é o Ano dos Cinco Imperadores
- Batalha de Cízico, travada entre as forças vitoriosas do imperador Septímio Severo e as do usurpador Pescênio Níger.